# 薩斯馬奧爾山
46°13′56″N 11°50′55″E / 46.23222°N 11.84861°E

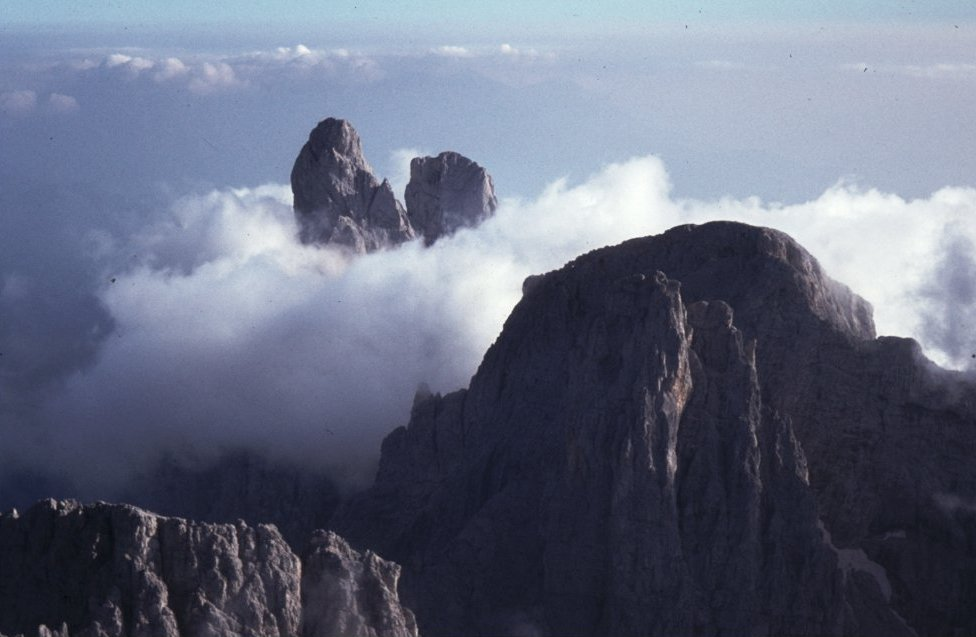

薩斯馬奧爾山（義大利語：Sass Maor），是意大利的山峰，位於該國東北部，由特倫托自治省負責管轄，屬於帕拉山脈的一部分，距離卡納利峰1.3公里，海拔高度2,812米，人類在1875年9月4日首次登頂。